# Lucca Mesinas
Lucca Mesinas Novaro (Máncora, 20 de abril de 1996) es un surfista profesional peruano que participa en la máxima categoría del surf, "Championship Tour" de la World Surf League (WSL), en la categoría Varones. En el año 2017 fue premiado por el Instituto Peruano del Deporte (IPD) con los Laureles deportivos en grado de “Gran Oficial” por haber conseguido la medalla de plata en los ISA World Surfing Games. Debido a los buenos resultados obtenidos por Lucca en los últimos años, se convirtió en una de las principales cartas para representar al Perú y en los últimos Juegos Panamericanos Lima 2019, se consagró campeón tras llevarse la medalla de oro en la categoría Open Varones. El 4 de diciembre de 2021 logra su clasificación a la Championship Tour "CT" de la WSL (World Surf League) logrando acceder a la élite del surf mundial. Además de ser el primer hispanoamericano en lograr clasificar al circuito más notable del surf.

## Palmarés internacional
| Juegos Panamericanos    | Juegos Panamericanos | Juegos Panamericanos | Juegos Panamericanos |
| Año                     | Lugar                | Medalla              | Prueba               |
| ----------------------- | -------------------- | -------------------- | -------------------- |
| 2019                    | Lima                 | Medalla de oro       | Open surf            |
| 2023                    | Santiago de Chile    | Medalla de oro       | Shortboard           |
| ISA World Surfing Games |                      |                      |                      |
| Año                     | Lugar                | Medalla              | Prueba               |
| 2016                    | Jacó                 | Medalla de plata     | Individual           |
| 2018                    | Tahara               | Medalla de bronce    | Individual           |
| 2023                    | Surf City            | Medalla de oro       | Equipo               |
| 2023                    | Surf City            | Medalla de plata     | Individual           |

## Biografía
Lucca Mesinas Novaro nació el 20 de abril de 1996 en Lima, sus padres son Bruno Mesinas y Verónica Novaro, ellos vivían en Máncora incluso antes del nacimiento de Lucca, por lo que el acceso a buenas olas era sencillo. Los padres del tablista peruano decidieron ir a Lima para que Lucca naciera. Sin embargo, al poco tiempo se lo llevaron a Máncora, el cual es el lugar donde creció y desarrolló su pasión por el surf. Los papás de Lucca también practican surf, incluso, es su papá quien le enseñó y lo llevó por primera vez a correr tabla cuando tenía solo 7 años.
Lucca fue adquiriendo el gusto por competir en campeonatos de Surf. Cuando tenía 10 años, participó en su primera competencia nacional, logrando obtener el segundo puesto. Después, aprovechó algunos campeonatos que se hacían en el norte para poder participar y poco a poco descubrir que el estilo de vida de competencia era lo que le apasionaba.  Luego, de algunos años de preparación sus papás lo ayudaron para que pueda viajar a sudamericanos y campeonatos nacionales como también internacionales.

## Trayectoria
Mesinas Novaro, por la misma razón que incursionó en el surf desde muy chico, comenzó a participar en diversos campeonatos y pronto a salir del país para buscar las mejores olas. En el 2011, formó parte del equipo peruano que nos representó en el ISA World Junior Championship donde Perú se quedó con el primer puesto. Asimismo, empezó a competir y representar al Perú en diversos campeonatos en donde ha dejado el nombre del país en lo más alto.
En el 2016, Lucca logró quedarse con la medalla de plata en el mundial ISA de Costa Rica y con dicho resultado pudo darle suficientes puntos al equipo peruano para que se coronara Campeón Mundial por equipos.
Por otro lado, en el 2018 también, formó parte del equipo peruano que logró coronarse campeón de los Juegos Panamericanos de Surf por tercera vez, lo que le permitió ubicarse dentro de los dos clasificados a los Juegos Panamericanos Lima 2019, ya que Lucca obtuvo grandes logros a lo largo del año en competencias ISA y en los campeonatos PASA y ALAS, los cuales eran los campeonatos autorizados para clasificar a los Juegos Panamericanos Lima 2019.
Finalmente, Lucca participó de la última edición de los Juegos Panamericanos Lima 2019, donde consiguió quedarse con la medalla de oro dándole el triunfo al Perú en la categoría Open varones en un evento donde el surf aparecía por primera vez.
Lucca fue parte de la delegación que representó al Perú en las olimpiadas Tokio 2021, quedando en 5.º lugar.
Tras muchos buenos resultados, Lucca ha hecho historia en el surfing Peruano ingresando al CT, el tour más importante del mundo del surf.

## Logros deportivos

### Nacionales
| PUESTO | CAMPEONATO                                             | CATEGORÍA | AÑO  |
| 1°     | Circuito Nacional Junior Copa IPD                      | Sub-12    | 2008 |
| 1°     | Circuito Nacional Junior Copa IPD                      | Sub-14    | 2010 |
| 1°     | Triple Corona Oakley                                   | Sub-16    | 2012 |
| 2°     | Campeonato Tube Rider                                  | Junior    | 2013 |
| 3°     | Circuito Nacional Junior Copa IPD                      | Sub-18    | 2014 |
| 2°     | 2.ª Fecha del Circuito Nacional Open 2019- Copa Hurley | Open      | 2019 |
| 2°     | Copa Heliocare 2021                                    | Open      | 2021 |
| 3°     | Copa Gordo Barreda                                     | Open      | 2021 |

### Internacionales
| PUESTO | CAMPEONATO                                  | CATEGORÍA         | SEDE                      | AÑO  |
| 1°     | ISA World Junior Championship               | Equipos           | Punta Rocas               | 2011 |
| 3°     | ALAS Latin Tour                             | Junior            | Punta Lobos - Chile       | 2013 |
| 1°     | PRO Junior                                  | Junior            | Chicama - Perú            | 2014 |
| 2°     | ALAS Latin Tour                             | Junior            | Montañita - Ecuador       | 2014 |
| 3°     | ISA World Junior Surfing Championship       | Sub-18            | Ecuador                   | 2014 |
| 3°     | ALAS Latin Tour                             | Junior            | Hermosa - Costa Rica      | 2014 |
| 1°     | ALAS Latin Tour                             | Junior            | Negritos - Perú           | 2014 |
| 1°     | PRO Junior WCT                              | Junior            | Cocoa Beach - Florida     | 2015 |
| 1°     | ALAS Latin Tour                             | Junior            | Montañita - Ecuador       | 2015 |
| 1°     | ALAS Latin Tour                             | Junior            | San Lorenzo - Ecuador     | 2015 |
| 1°     | Latinoamericano                             | Junior            | Punta Rocas               | 2015 |
| 1°     | Volcom TCT Tour                             | Junior            | Seaside Reef - California | 2016 |
| 2°     | ISA World Surfing Games                     | Individual        | Costa Rica                | 2016 |
| 1°     | ISA World Surfing Games                     | Equipos           | Costa Rica                | 2016 |
| 3°     | Cloud 9                                     | QS 3000           | Filipinas                 | 2017 |
| 3°     | Florida PRO                                 | QS 1500           | Florida                   | 2018 |
| 1°     | Barbados PRO Surf                           | QS 3000           | Barbados                  | 2018 |
| 3°     | Krui PRO                                    | QS 1500           | Krui - Indonesia          | 2018 |
| 1°     | Hurley Surf Open                            | QS 1000           | Acapulco                  | 2018 |
| 3°     | Mundial ISA Japón                           | Individual        | Japón                     | 2018 |
| 3°     | Essential Surf PRO                          | QS 1500           | Costa Rica                | 2018 |
| 3°     | Las Americas PRO                            | QS 1500           | Tenerife                  | 2019 |
| 1°     | Juegos Panamericanos Lima 2019              | Open Surf         | Lima                      | 2019 |
| 5°     | Olimpiadas Tokio 2021                       | Open Surf         | Tokio                     | 2021 |
| 1°     | Alas Pro Tour Punta Rocas                   | Open              | 2021                      |      |
| 9°     | MEO Vissla Pro, Ericeira                    | Challenger Series | Portugal                  | 2021 |
| 5°     | Quiksilver Pro France                       | Challenger Series | Francia                   | 2021 |
| 33°    | Michelob ULTRA pure Gold Haleiwa Challenger | Challenger Series | Hawaii                    | 2021 |
| 17°    | US Open of Surfing                          | Challenger Series | Estados Unidos            | 2021 |
| 5°     | Billabong Pipeline Pro                      | Championship Tour | Hawaii                    | 2022 |
| 17°    | Hurley Pro Sunset Beach                     | Championship Tour | Hawaii                    | 2022 |
| 17°    | Meo Pro Portugal                            | Championship Tour | Portugal                  | 2022 |
| 17°    | Rip Curl Pro Bells Beach                    | Championship Tour | Australia                 | 2022 |

## Reconocimientos
- Campeón Panamericano en los Juegos Panamericanos Lima 2019
- 1.° Ranking Norteamericano WSL (2018)
- Laureles Deportivos en grado "Gran Oficial" - subcampeonato ISA 2016 (2017)[7]
- Clasificación "CT" Championship Tour 2022 de la WSL (World Surf League)